# Karbunarë
Karbunarë è una frazione del comune di Lushnjë in Albania (prefettura di Fier).
Fino alla riforma amministrativa del 2015 era comune autonomo, dopo la riforma è stato accorpato, insieme agli ex-comuni di Allkaj, Ballagat, Bubullimë, Dushk, Fier-Shegan, Golem, Hysgjokaj, Kolonjë e Krutje a costituire la municipalità di Lushnjë.

## Località
Il comune era formato dall'insieme delle seguenti località:
- Karbunare e siperme
- Mollas
- Kasharaj
- Kashtebardhe
- Stan Karbunare
- Zgjane
- Balaj
- Skilaj
- Murriz-Peqin
- Bicka